# 布卡德罗特
布卡德罗特是德国巴伐利亚州的一个市镇。总面积69.11平方公里，总人口7631人，其中男性3790人，女性3841人（2011年12月31日），人口密度110人/平方公里。